# アソシエーツ・ファースト・キャピタル
アソシエーツ・ファースト・キャピタル・コーポレーション (Associates First Capital Corporation) とは、アメリカの金融会社。
1918年、フォード・モーターの子会社として、フォード・モデルTの利益を資本金とし、インディアナ州サウス・ベンドに設立された。
2000年11月30日、フォードからシティグループに売却された。

## 日本の旧グループ会社
シティグループ内で再編され、現在はAFC直下にはない。
- ディックファイナンス（現CFJ）
- アイク（現CFJ）
- ニッセン（現ニッセンホールディングス）